# Rangitane

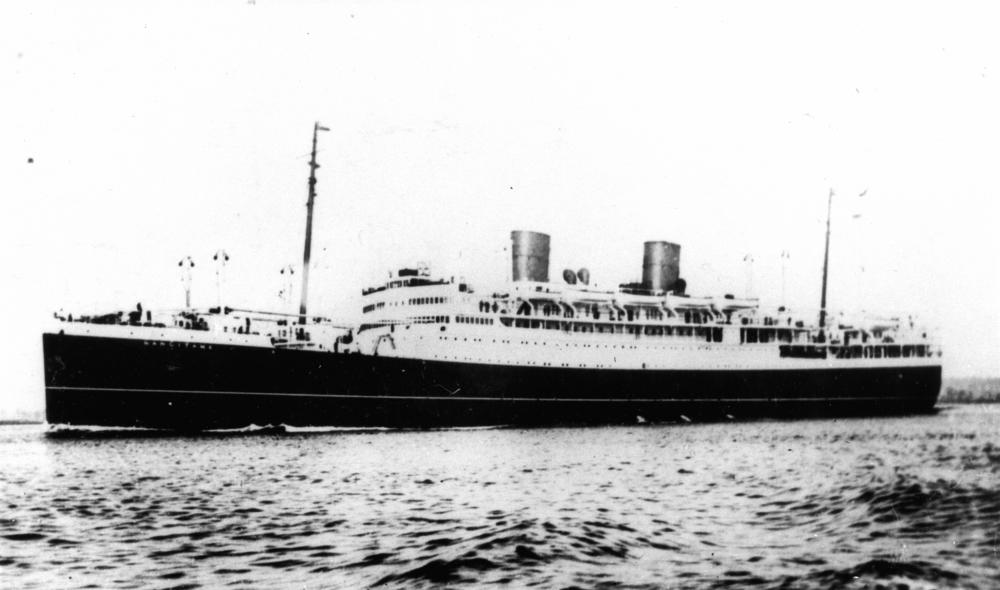
RMS Rangitane

Le Rangitane est un navire à passagers arraisonné au large des côtes de la Nouvelle-Zélande par les croiseurs auxiliaires allemands Orion et Komet le 27 novembre 1940 alors qu'il se dirige vers le Royaume-Uni. Seize personnes meurent durant l'attaque, Le reste des passagers est transféré à bord tandis que les navires se préparent à attaquer Nauru. 212 passagers sont ensuite relâchés sur la petite île d'Emirau dans l'archipel Bismarck au large des côtes de la Nouvelle-Guinée. Les douze autres prisonniers, sélectionnés parce qu'en âge d'être conscrits sont par la suite transférés à Bordeaux puis dans des camps de prisonniers en Allemagne.